# شالکن آباد
شالکن آباد (به انگلیسی: Shalkanabad) یک منطقهٔ مسکونی در پاکستان است که در خیبر پختونخوا واقع شده‌است.